# Villa Faraldi
Villa Faraldi là một đô thị ở tỉnh Imperia trong vùng Liguria, tọa lạc khoảng 80 km về phía tây nam của Genoa và khoảng 10 km về phía đông bắc của Imperia. Tại thời điểm ngày 31 tháng 12 năm 2004, đô thị này có dân số 466 người và diện tích là 9,6 km².
Villa Faraldi giáp các đô thị sau: Andora, Diano San Pietro, San Bartolomeo al Mare, và Stellanello.